# HVDC Vancouver Island
HVDC Vancouver Island est une liaison à courant continu assurant l'interconnexion entre le poste de Vancouver Island, près de North Cowichan sur l'île de Vancouver et le poste d'Arnott près de Delta sur le continent. Elle a été mise en service en 1968 avec une puissance de 312 MW et des valves à diode à vapeur de mercure. En 1977, un second pôle utilisant des thyristors a été construit. Il apporte une puissance supplémentaire de 370 MW. À partir de 2005, son exploitant, BC Hydro, planifie le retrait du service du premier pôle qui est obsolète. Il n'est alors d'abord utilisé qu'en réserve, puis est définitivement arrêté. La ligne est constituée de trois sections aériennes d'une longueur totale de 42 km et de deux sections sous-marines d'une longueur totale de 33 km. Elle passe sur l'Île Galiano.

## Histoire
La liaison est mise en service en juillet 1968 et est en parallèle avec deux câbles sous-marins de tension 132 kV, mis en place respectivement en 1956 et 1958, et vient renforcer l'alimentation électrique de l'île de Vancouver. La direction apporte le plus souvent de l'énergie depuis le continent vers l'île. Elle est exploitée par BC Hydro,.
Le pôle est mis en service en juillet 1968. Il a une tension de 260 kV et une puissance nominale de 312 MW. Ses valves utilisent des diodes à vapeur de mercure. Il est construit par ASEA. En avril 1977, un second pôle utilisant des thyristors est mis en service par General Electric. Sa puissance nominale est de 370 MW pour une tension de 280 kV,.
Si la liaison HVDC fonctionne toujours en 2005, son âge avancé impose de penser à son remplacement. Les différentes possibilités pour rénover la liaison sont étudiées par un consultant. Une des pistes consiste à remplacer les câbles en courant alternatif de 132 kV par des câbles neufs de tension 230 kV, chacun ayant une puissance de 600 MW. L'autre possibilité est de construire une ligne HVDC de type VSC avec une tension +/- 300 kV et une puissance de 540 MW. L'étude conclut que pour des questions de coûts, de pertes supérieures et de la faible utilisation des avantages du VSC dans le cas présent, le câble semble être la solution la mieux adaptée. À la suite de cette étude, la British Columbia Transmission Corporation lance une enquête publique sur les conséquences de l'augmentation de la tension du circuit à courant alternatif.
En 2009, BC Hydro ne se sert du pôle 1 qu'en réserve. En 2012, le pôle est retiré du service.

## Données techniques
| Pôle                                     | Pôle 1                                | Pôle 2                    |
| ---------------------------------------- | ------------------------------------- | ------------------------- |
| Nom des postes                           | Vancouver Island et Arnott            |                           |
| Mise en service                          | juillet 1968                          | avril 1977                |
| Fabricant                                | ASEA                                  | General Electric          |
| Tension nominale                         | 260 kV                                | 280 kV                    |
| Puissance nominale                       | 312 MW                                | 370 MW                    |
| Puissance en surcharge continue          | 370 MW                                | 476 MW en hiver seulement |
| Courant maximum admissible               | 1 200 A                               | 1 320 A                   |
| Type de valve                            | Diode à vapeur de mercure             | thyristors                |
| Refroidissement des valves               | anode refroidies à air, cathode à eau | refroidis à air           |
| Nombre d'anodes des valves               | 4                                     | -                         |
| Nombre de thyristors par valves          | -                                     | 180                       |
| Nombre de thyristors total               | -                                     | 2160                      |
| Inductance des bobines de lissage        | 0,5 H                                 | 0,68 H                    |
| Position des bobines de lissage          | côté haute tension                    | côté haute tension        |
| Nombre de transformateurs                | 6 par poste                           | 6 par poste               |
| Puissance des transformateurs            | 62,7 MVA                              | 83,1 MVA                  |
| Tension nominale côté courant alternatif | 236 kV                                | 236 kV                    |
| Plage des régleurs en charge             | +23 %/-11 %                           | +15 % / -13 %             |

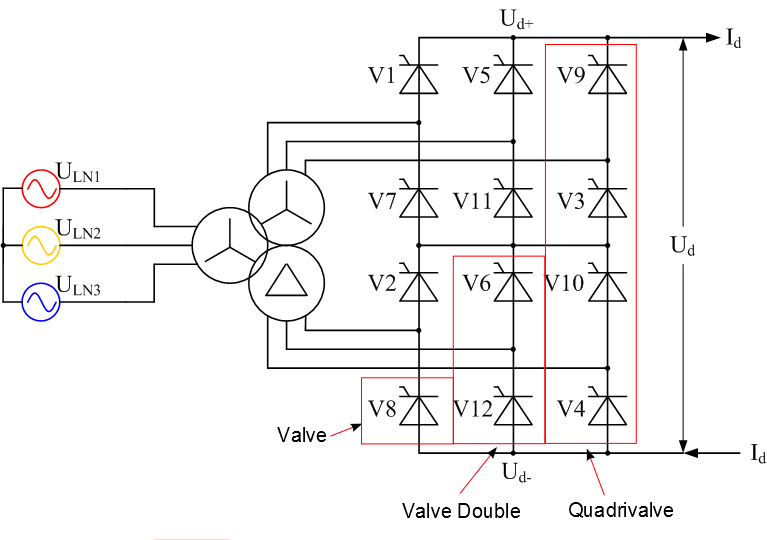
Les thyristors de HVDC Vancouver Island sont regroupés en six tours, dites valves doubles

Chaque valve est constituée de 15 modules en séries, eux-mêmes constitués de 12 thyristors en parallèle.

### Lignes
Les lignes aériennes sont munies de deux conducteurs de section 402,8 mm2.
Les trois câbles sous-marins connectés au pôle 1 sont à papier imprégné de masse d'huile et ont un conducteur en cuivre de section 400 mm2 de température maximale 55 °C. Ils sont dimensionnés pour un courant nominal de 600 A. Ils ont été livrés par Nexans depuis son usine de Calais. À l'époque leur tension continue de 300 kV est la plus haute au monde pour un câble. Leur coût d'achat et d'installation est alors de 7 millions de dollars américains. Ils ont été mis en place par le navire Marcel Bayard.
Les câbles connectés au pôle 2 sont au nombre de deux et à huile sous pression. Ces câbles sous-marins sont les plus longs de ce type au monde lors de leur installation. Leur courant nominal est de 900 A, leur tension nominale de 300 kV. Leur conducteur de cuivre a une section de 400 mm2 et une température maximale de 64 °C. Les câbles souterrains ont les mêmes caractéristiques électriques mais une section de conducteur de 650 mm2 pour une température maximale de 65 °C. Ils ont été fabriqués par Pirelli dans son usine d'Arco Felice près de Naples. Leur coût d'achat et d'installation est alors de 13 millions de dollars américains. Les câbles sous-marins sont transportés au Canada par le navire M/S Jota et mis en place grâce à une barge,,.
Si les câbles ont subi des défauts depuis leur mise en service, tous ont été dus à des paramètres extérieurs telles que les ancres. La conception diélectrique des câbles s'est avérée de bonne qualité.

### Électrodes
L'électrode sur l'île de Vancouver est de type anode et placée dans le détroit de Sansum. Elle est réalisée grâce à 28 sous-parties en graphite. Sa résistance totale est de 0,1 ohm. Côté continent, l'électrode est une cathode. Elle est placée dans la baie de Boundary. Elle est constituée de 40 tubes en cuivre d'une longueur de 9,2 m chacun, répartis en deux groupes. Sa résistance totale est de 0,01 ohm.
Les électrodes sont reliées aux postes de conversion grâce à deux conducteurs de section 470 mm2.